# Римська національна центральна бібліотека
Римська національна центральна бібліотека (італ. La Biblioteca Nazionale Centrale di Roma, BNCR) — одна з двох національних бібліотек Італії. Відома також під назвою Бібліотека Вітторіо Емануеле II. Саме такою була перша назва цієї бібоіотеки заснованої 1875 року.

## Короткий опис
Римська національна центральна бібліотека є однією з найбільших універсальних бібліотек Італії. У її фондах зберігається більше 7 млн книг, 2000 інкунабул, 25 000 палеотипів, 10 000 естампів, 20 000 мап, 1 342 154 брошур.
Бібліотека була заснована 1875 року на базі бібліотеки Коледжіо Романо, навчального закладу ордена єзуїтів. Сучасне приміщення бібліотеки було відкрито 1975 року.